# Koçer
Koçer ist ein türkischer männlicher Vorname und Familienname.

## Namensträger

### Familienname
- Ercan Koçer (Ercandize; * 1978), deutscher Rapper
- Evdile Koçer (* 1977), kurdischer Schriftsteller
- Guido Koçer (* 1988), türkisch-deutscher Fußballspieler
- Zeynep Koçer (* 1998), türkische Fußballspielerin